# Decogmus
Decogmus is een geslacht van kevers uit de familie van de loopkevers (Carabidae). De wetenschappelijke naam van het geslacht is voor het eerst geldig gepubliceerd in 1915 door Sloane.

## Soorten
Het geslacht Decogmus is monotypisch en omvat slechts de volgende soort:
- Decogmus chalybeus Sloane, 1915